# Baker Street (Londra)

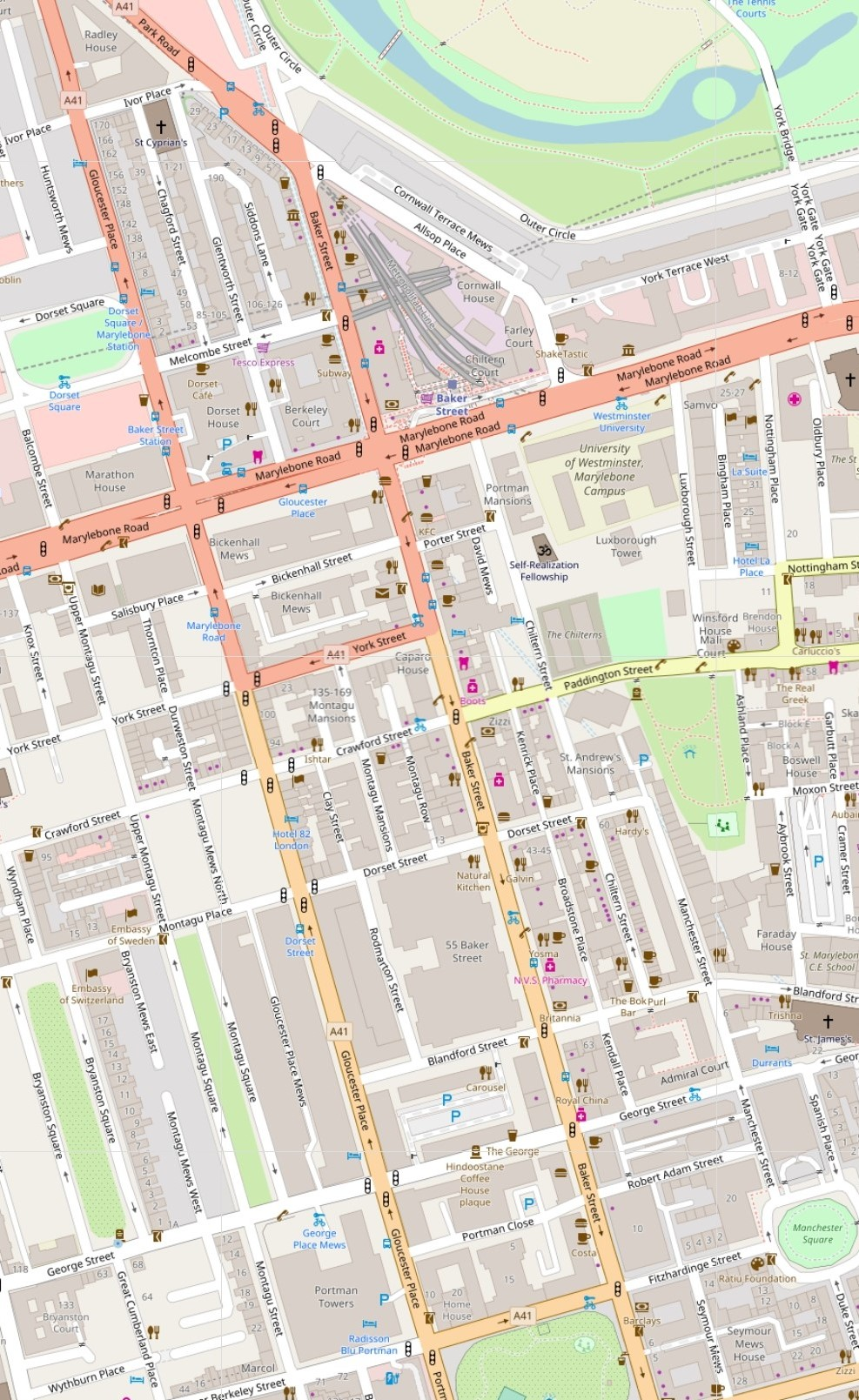
Mappa raffigurante l'area intorno a Baker Street

Baker Street è una strada nel distretto di Marylebone della Città di Westminster a Londra. Deve il nome al suo costruttore, William Baker, che la stese nel XVIII secolo. Baker Street è celeberrima per essere la via di residenza del famoso detective letterario Sherlock Holmes, vissuto all'indirizzo fittizio 221B Baker Street nella parte nord della strada. L'area era originariamente una zona residenziale d'alta classe; oggi è principalmente sede di attività commerciali.

## Posizione
Baker Street è una strada principale trafficata; si trova nelle aree postali NW1/W1 e va a comporre parte della strada statale A41. Parte a sud di Regent's Park, l'intersezione con Park Road, parallela a Gloucester Place, tagliando Marylebone Road, Wigmore Street e Portman Square. All'incrocio con Portman Square, Baker Street termina e inizia Orchard Street. L'incrocio di Baker Street e Marylebone Road è chiamato non ufficialmente Marylebone Circus.

## Storia

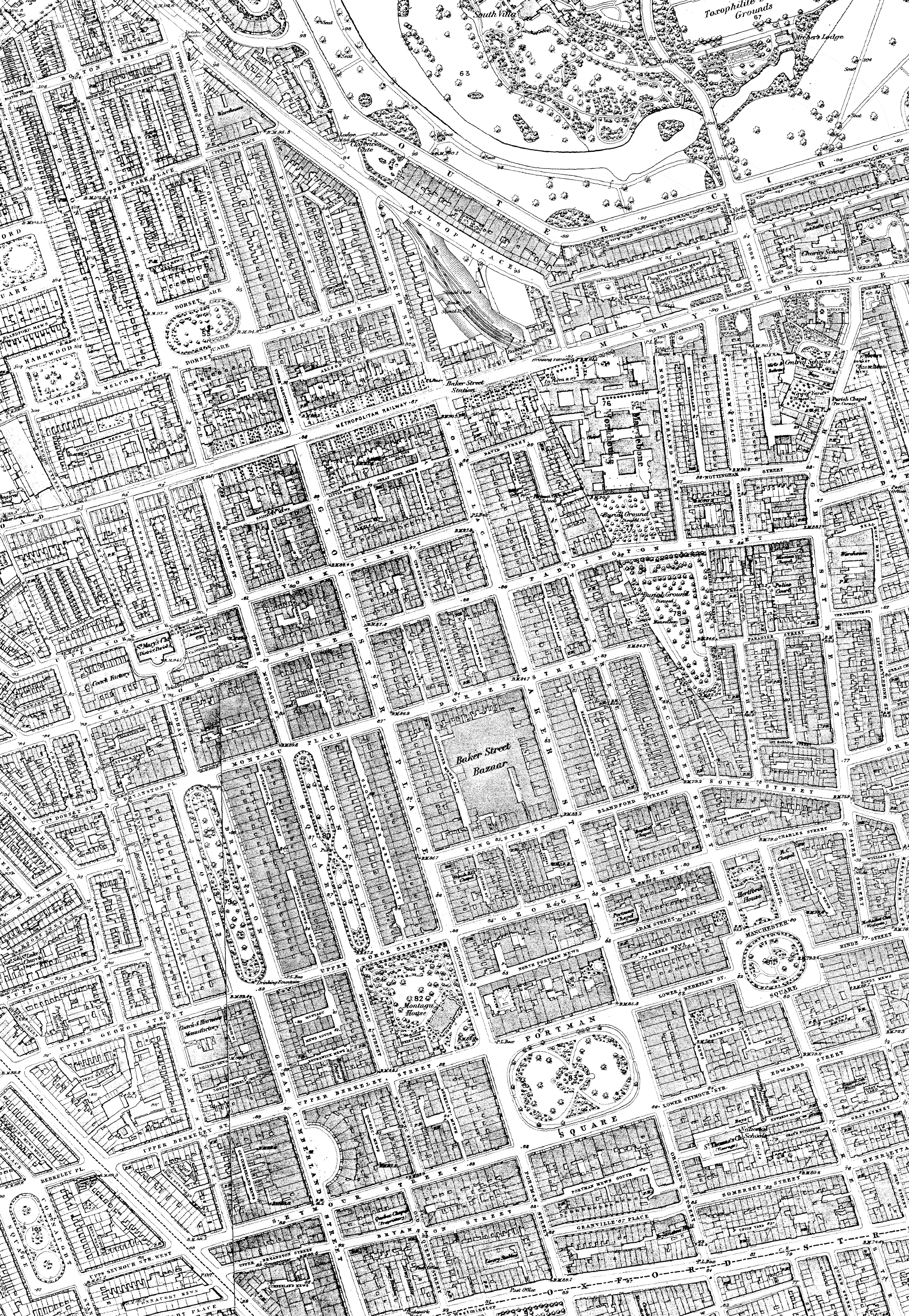
Baker Street (al centro in verticale) su una mappa dell'Ordnance Survey del 1875.

Baker Street è stata costruita nel XVIII secolo dal costruttore William Baker, da cui ha preso il nome.

## XIX secolo
Nel 1835 a Baker Street venne inaugurato il primo museo delle cere di Madame Tussauds che, nel 1884, si è trasferito nell'adiacente Marylebone Road a pochi passi dal luogo originario. Sempre nel 1835 lo scultore James Fillans si trasferì al civico 82 di Baker Street.
Tra i residenti del prestigioso complesso Chiltern Court, a sud di Regent's Park, sono annoverati gli scrittori Arnold Bennett e H.G. Wells che sono tuttora ricordati con una targa blu all'esterno.

## XX secolo
Nel 1940 i quartieri generali della Special Operations Executive si trasferirono al 64 Baker Street, dove venivano spesso chiamati "gli irregolari di Baker Street", lo stesso nome della banda di ragazzi capeggiati da Sherlock Holmes.
L'Apple Boutique dei Beatles si trovava al civico 94 di Baker Street dal 1967 al 1968.
L'11 settembre 1971 vi fu un rapina ai danni della Lloyds Bank ubicata in Baker Street.
Una targa blu del London County Council commemora il primo ministro William Pitt il Giovane che visse al civico 120 di Baker Street dal 1803 al 1804. La cantante Dusty Springfield visse a Baker Street negli Anni '60.

## Edifici
Il numero 111 di Baker Street ospita il consolato delle Seychelles a Londra.

## Trasporti
La strada è servita dalla metropolitana di Londra per mezzo della stazione di Baker Street, una delle più antiche al mondo.

## Nella cultura di massa
- Molti personaggi immaginari hanno abitato in Baker Street: Sherlock Holmes, Basil l'investigatopo, Sherlock Hound, Danger Mouse, Sexton Blake, Carland Cross e James Black.
- Baker Street è una canzone di Gerry Rafferty, pubblicata nel 1978. La canzone ha conosciuto un successo mondiale, raggiungendo il terzo posto nel Regno Unito e il secondo posto nella Billboard Hot 100. L'autore ha anche pubblicato un album intitolato Baker Street. Il brano negli anni e decenni successivi è stato poi ripresentato in svariate cover. Inoltre è stata la prima sigla di Cinema 5, il ciclo di film di Canale 5.
- Baker St. Muse è una canzone dell'album Minstrel in the Gallery dei Jethro Tull, pubblicato nel 1975. Inoltre, il nome Baker Street è frequentemente citato nei testi delle canzoni della band.
- Il film La rapina perfetta di Roger Donaldson è basato sulla rapina del 1971 ai danni della Lloyds Bank ubicata in Baker Street.

## Galleria d'immagini

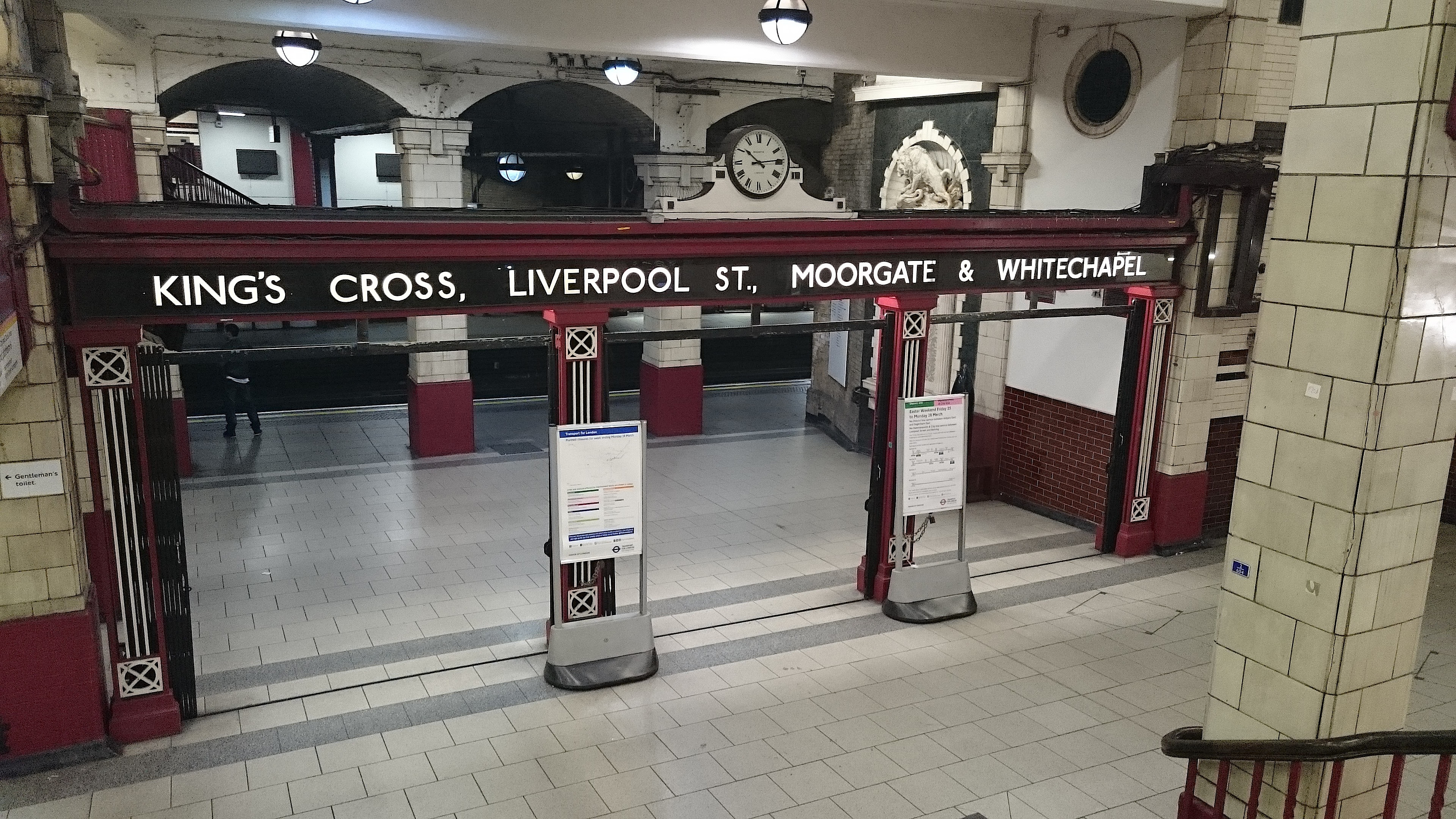
Interno della stazione metropolitana di Baker Street
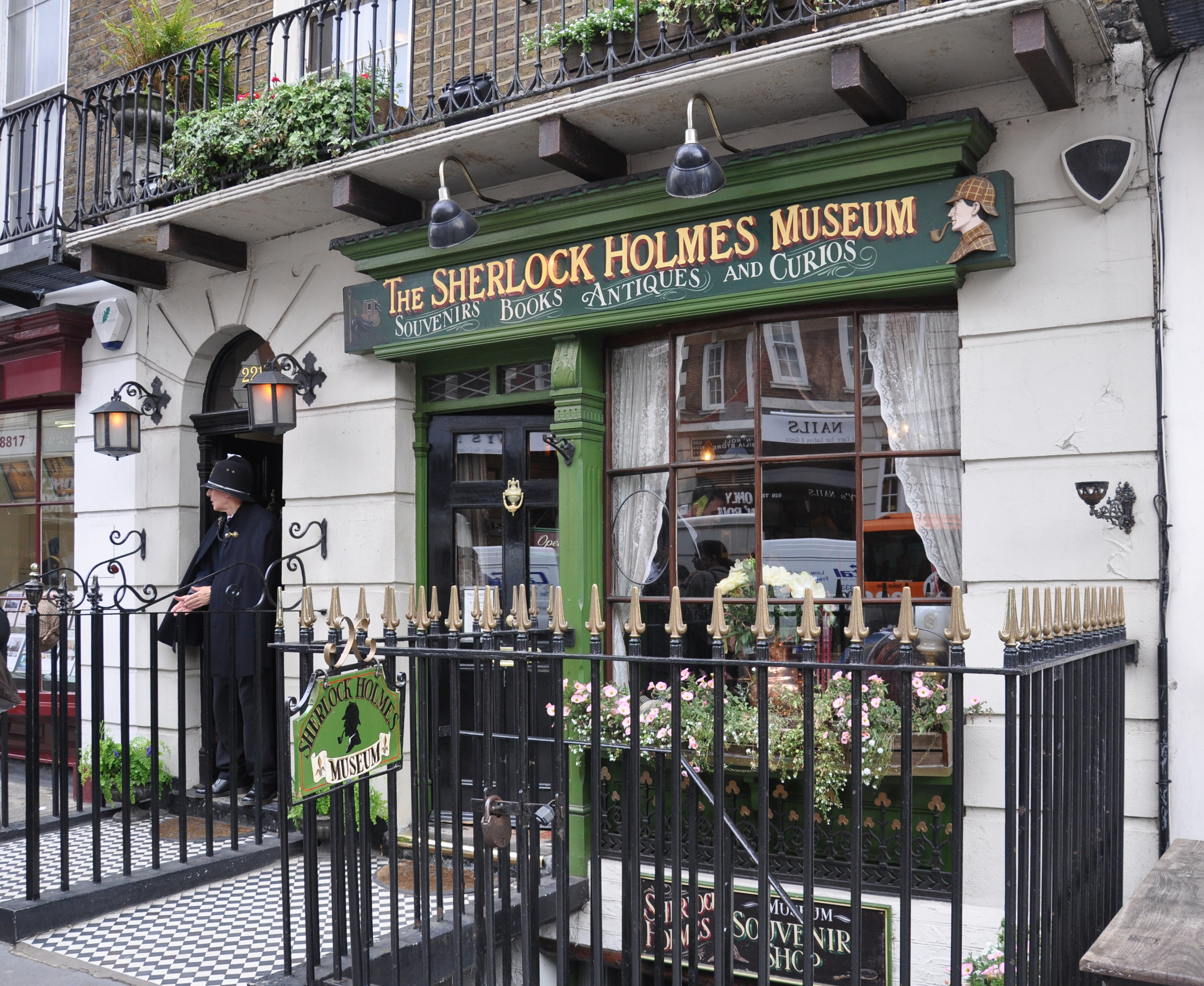
Museo di Sherlock Holmes
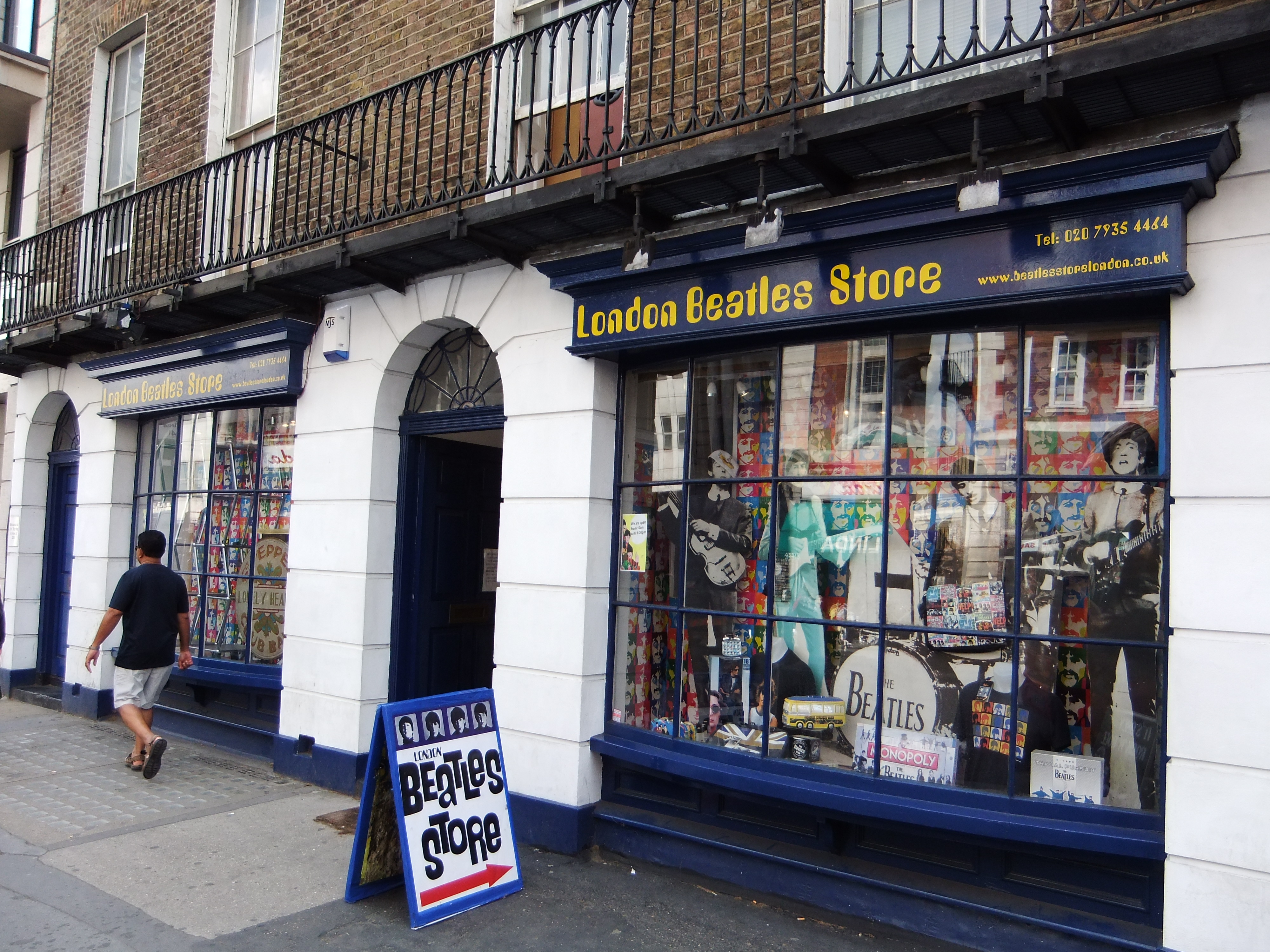
London Beatles Store